# Полухин, Дмитрий Алексеевич

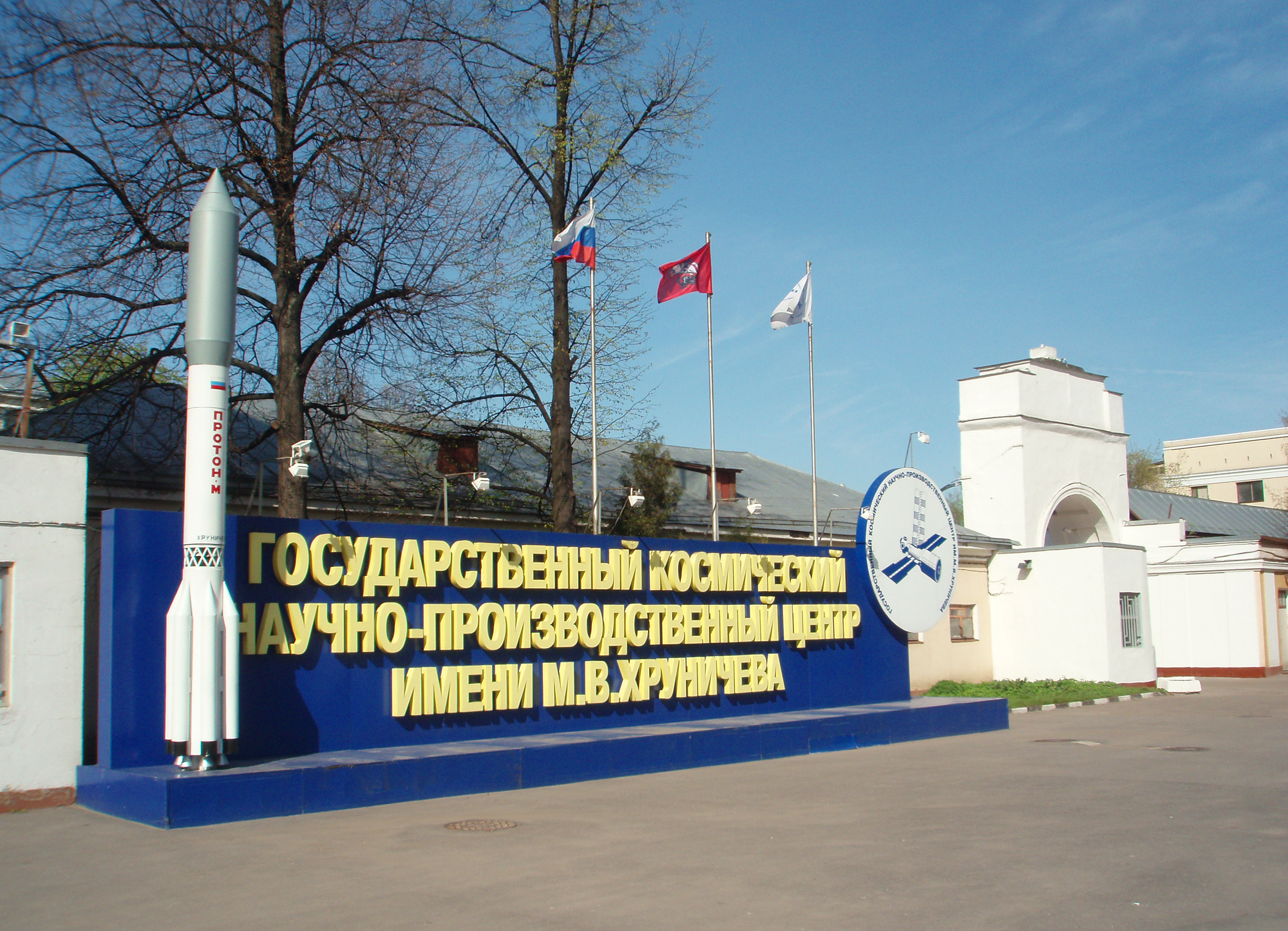
Вход в Государственный космический научно-производственный центр
имени М. В. Хруничева

Дми́трий Алексе́евич Полу́хин (1927—1993) — советский учёный и конструктор ракетно-космической техники. Генеральный конструктор КБ «Салют», Герой Социалистического Труда (1980), лауреат Ленинской (1976) и Государственной премии (1967), доктор технических наук.

## Биография
Дмитрий Алексеевич Полухин родился в 1927 году. После окончания в 1950 году Московского авиационного института имени Серго Орджоникидзе приступил к работе в КБ Главного конструктора В. Н. Челомея на должности инженера-конструктора. Далее, переводится в ОКБ-23, которым руководил В. М. Мясищев, где продолжает работу в качестве старшего инженера, начальника конструкторской бригады, начальника проектно-конструкторского отдела.
В 1960 году, после перепрофилирования ОКБ-23 в филиал фирмы В. Н. Челомея и начала там разработок ракетно-космической техники, Дмитрий Алексеевич становится заместителем главного конструктора по двигательным установкам. С 1969 года он возглавляет работы по созданию двигателей больших пилотируемых космических аппаратов, станций, космических модулей, транспортных кораблей снабжения.
В 1973 году Дмитрий Алексеевич был назначен начальником филиала № 1 ЦКБМ в Филях и первым заместителем Генерального конструктора В. Н. Челомея.
В конце 70-х годов, после реорганизации филиала № 1 ЦКБМ в КБ «Салют», Д. А. Полухин становится начальником и главным конструктором этого КБ, а затем заместителем Генерального конструктора НПО «Энергия» (1981—1984).
В 1988 году Дмитрий Алексеевич назначается Генеральным конструктором КБ «Салют» и Генеральным директором Научно-производственного объединения экспериментального машиностроения (НПО ЭМ), созданного на базе КБ «Салют».
В качестве Генерального конструктора Дмитрий Алексеевич Полухин руководит КБ «Салют» до конца своих дней. Сейчас оно вошло в состав ГКНПЦ имени М. В. Хруничева.

## Достижения
Один из разработчиков отечественных ускорителей с жидкостным реактивным двигателем для сверхтяжелых бомбардировщиков и крылатых ракет (1952—1960). Технический руководитель работ по созданию ЖРД для ракетно-космических комплексов «Протон», аппаратов типа «Квант», спутников серии «Космос» и т.п. Участвовал в создании орбитальных станций «Салют», испытаниях РН «Протон», создании комплекса «Алмаз».

## Награды
Герой Социалистического Труда (1980), лауреат Ленинской (1976) и Государственной премий СССР (1967). Награждён орденами Ленина и Октябрьской Революции.

## Память

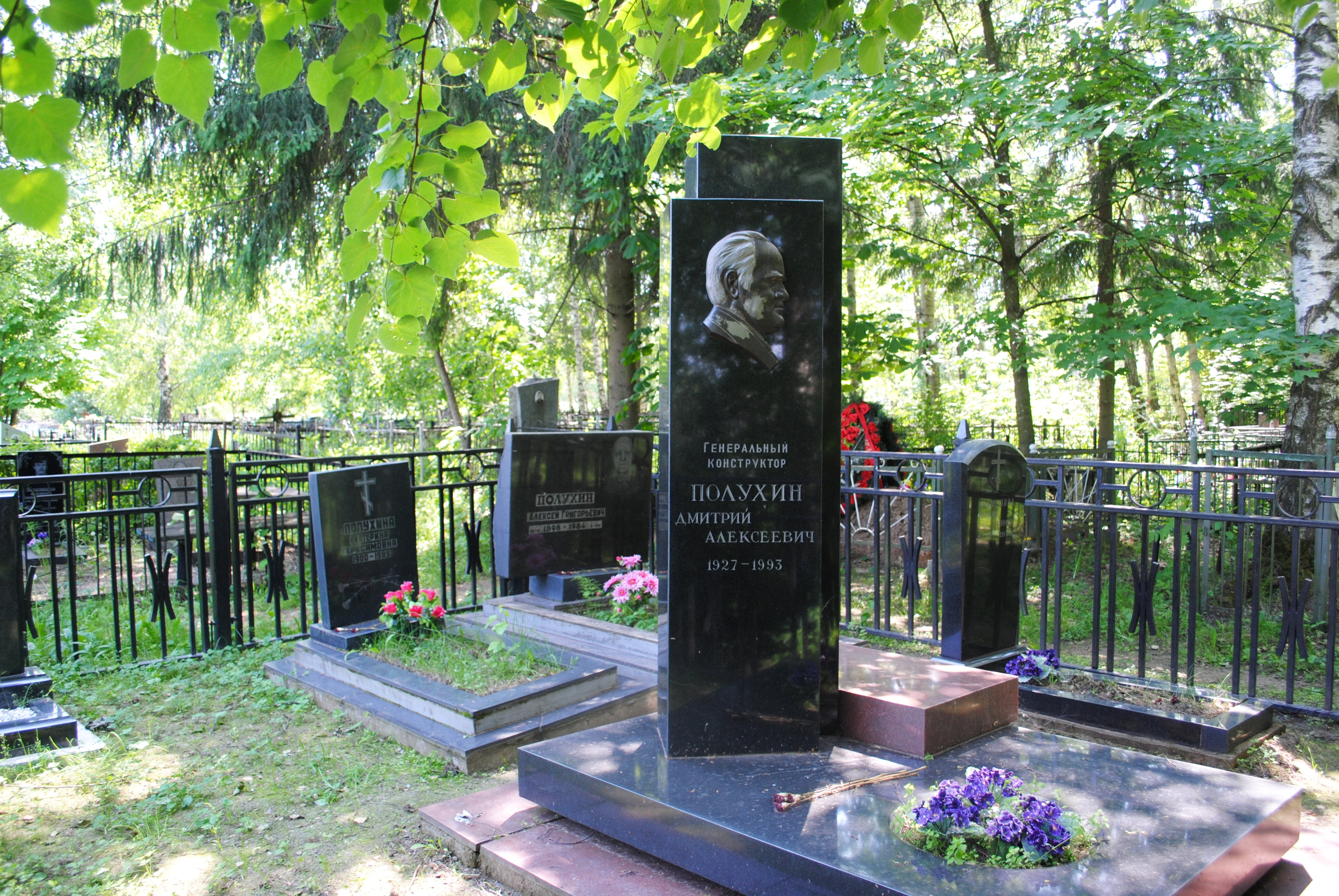
Могила Д. А. Полухина на Юдинском кладбище

Дмитрий Алексеевич Полухин похоронен в Подмосковье на Юдинском кладбище.